# H6
La composición H6 es un compuesto explosivo militar moldeable integrado por los porcentajes siguientes por peso:
- El 45% RDX
- El 30% TNT
- Aluminio pulverizado 20%
- Cera de parafina 5% como agente de flegmatización.

Otra versión (muy similar) de H6 tiene las proporciones siguientes: RDX (nitrocelulosa incluyendo, cloruro de calcio y silicato de calcio) 45.1 %, trinitrotolueno 29.2 %, pulverizado de aluminio 21 % y de parafina 4.7% y lecitina.
H6 se utiliza en un número de usos militares, municiones notablemente subacuáticas (e.g. las minas y los torpedos navales) donde ha sustituido generalmente el torpex, siendo menos sensible al choque.